# PlayMemories
PlayMemories（プレイメモリーズ）とは、ソニーが提供している写真や動画などのコンテンツを取り扱うソリューション。「PlayMemories Home」、「PlayMemories Studio」、「PlayMemories Mobile」、「PlayMemories Online」、「PlayMemories Camera Apps」という5つで構成される。

## PlayMemories Home
PlayMemories Home（プレイメモリーズ ホーム）は、ソニー製のデジタルカメラやデジタルビデオカメラに付属するWindowsとMacに対応したデジタル写真管理ソフトウェアである。写真や動画をパソコンへ取り込み管理、簡単な編集、DVD-Video規格やBlu-ray規格のディスク作成、またYouTubeやPicasa、FacebookなどのWebサイトへのアップロード機能などを備えている。2012年5月1日から配布されたVer1.3からPlayMemories Onlineに対応した。Picture Motion Browser、Cyber-shot Viewerから無償アップデートが可能。

## PlayMemories Studio
PlayMemories Studio（プレイメモリーズ スタジオ）は、ソニーが2012年3月29日からPlayStation Storeで販売しているPlayStation 3専用のデジタル写真管理ソフトウェアである。価格は1500円だが30日間無償試用が可能。またPlayStation Plus加入者は、PlayStation Plus利用期間中は制限無く利用可能。写真や動画をPlayStation 3へ取り込み管理、簡単な編集、Facebookへのアップロード機能などを備えている。

### PlayMemories
PlayMemories（プレイメモリーズ）は、ソニーが2010年9月16日から2012年3月29日までPlayStation Storeで配信していたPlayStation 3専用のデジタル写真管理ソフトウェアである。価格は無料。

#### リリースの変遷
凡例
| 色 | 意味           |
| -- | -------------- |
| 赤 | 過去のリリース |
| 緑 | 現在のリリース |

| バージョン | リリース日     | 主な変更点 | XMB  |
| ---------- | -------------- | --- | ---- |
| 1.0        | 2010年 9月16日 | | 3.40 |
| 1.20       | 2011年 4月27日 | -変更点 - ユーザーインターフェイス - 写真の取り込みの高速化 - 高画素数の写真に対応 - 機能追加 - フィルター - 写真の回転 - マルチアングルの3D表示 - XMBとの同期 - 写真のサムネイル(設定) - 3D写真と対の2D写真(設定) | 3.60 |

### PlayMemories 4K edition
PlayMemories 4K edition（プレイメモリーズ 4Kエディション）は、プロジェクタ「VPL-VW1000ES」購入者に2012年3月23日から2013年3月31日間、無償提供されているPlayStation 3専用フォトビューワーソフトウェアである。VPL-VW1000ESとPlayStation 3をハイスピード規格に対応したHDMIケーブルで接続することで、2160p(3840×2160)写真を表示することができる。

## PlayMemories Mobile
PlayMemories Mobile（プレイメモリーズ モバイル）は、ソニーのWi-Fi機能搭載カメラから写真や動画をiOS、Android搭載のスマートフォン・タブレットに転送及びリモコンとして使用するアプリケーション。価格は無料。
静止画のみ対応か動画も対応かは使用するカメラによって異なる。

## PlayMemories Online
PlayMemories Online（プレイメモリーズ オンライン）は、ソニーが2012年4月25日から開始した画像、動画を共有するクラウドサービス。価格は無料。オールシンク機能で、写真の長辺が1920ピクセルにリサイズされる代わりに無制限でアップロードできる。その他5GBのストレージを使用して動画やオリジナルサイズの写真を手動で保存可能。
PlayMemories Onlineは、ソニーが2010年6月30日に開始したPersonal Space（パーソナル スペース）というサービスであった。PlayMemories Onlineへのリニューアルの際、Personal Spaceアカウントはそのまま引き継がれず、Personal SpaceアカウントからSony Entertainment Network(SEN)アカウントへ変更が必要だった。
| アップロード可能なフォーマット | アップロード可能なフォーマット          |
| ------------------------------ | --------------------------------------- |
| 画像                           | JPG, PNG, BMP, TIF, GIF                 |
| 動画                           | WMV, MP4, MTS, M2TS, MOV, AVI, MPG, M4V |

## PlayMemories Camera Apps
PlayMemories Camera Apps（プレイメモリーズカメラアップス）は、ソニー製カメラ製品α（アルファ）シリーズ（ミラーレス一眼カメラ）およびCyber-shot（サイバーショット）シリーズ（コンパクトデジタルカメラ）に、撮影および写真編集に関わる様々なアプリケーションをインターネット経由でダウンロード・インストールできるサービスである。2012年にサービスを開始し、多国・多言語をサポートしている。
同サービスで配信されているアプリには、有料のものと無料のものがある。
タイムラプス動画を撮影できる「タイムラプス」、スマホからのリモコン操作機能を大幅拡張した「スマートリモコン」等は、その機能の一部が後のソニー製カメラの内蔵機能として取り込まれた。